# Königreich Ruanda
Das Königreich Ruanda (auch bekannt als das Königreich Banyarwanda), gegründet im 14. Jahrhundert durch ein viehzüchtendes Volk, die Tutsi, war ein Königreich, das bis in die zweite Hälfte des 20. Jahrhunderts bestand.
Es umfasste das Gebiet des modernen Staates Ruanda, bevor es in den Einflussbereich europäischer Mächte geriet. Die etwa um 1897 schrittweise einsetzende, indirekte Kolonialherrschaft als Teil Deutsch-Ostafrikas wurde ab 1920 durch eine belgische Verwaltung im Auftrag des Völkerbunds abgelöst.
Nach der Auflösung Ruanda-Urundis erhielt das Königreich Ruanda am 25. Juli 1956 Autonomie, am 1. Juni 1962 wurde das Königreich aufgelöst und in eine Republik umgewandelt.

## Geschichte

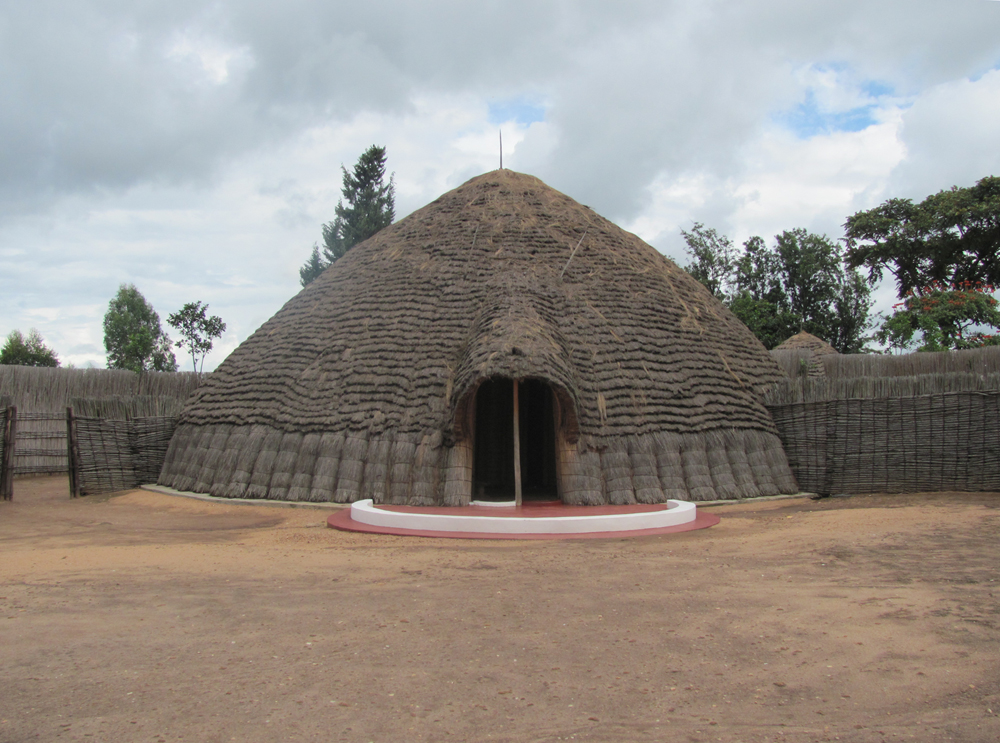
Nachbau eines historischen Königspalastes in Nyanza.

Im fünfzehnten Jahrhundert entstand das Königreich Ruanda, als es einem lokalen Herrscher gelang, mehrere seiner Nachbarn zu übernehmen. Das Königreich umfasste weitaus mehr als die Fläche der heutigen Republik Ruanda. Die Mehrheit der Bevölkerung, 82 bis 85 %, bildeten die Angehörige des ackerbautreibenden Volkes der Hutu. Obwohl einige Hutu unter dem Adel anzutreffen waren, stellten die Tutsi die Oberschicht des Landes. Zwar fand eine Vermischung der Volksgruppen statt, aber die Hutu blieben zumeist arme Bauern. Im Allgemeinen waren die Könige, bekannt als Mwamis, Tutsi.
Vor dem neunzehnten Jahrhundert besaßen die Tutsi die militärische Macht, während den Hutu übernatürliche Macht zugeschrieben wurde. In dieser Eigenschaft bestand der Beratungsstab des Mwami (Abiiru) ausschließlich aus Hutu und übte großen Einfluss aus. In der Mitte des 18. Jahrhunderts jedoch war die abiiru zunehmend marginalisiert.
Als die Könige ihre Macht und Autorität zentralisierten, verteilten sie Land zwischen Individuen, anstatt sie nach unten durch Abstammungsgruppen, aus denen wiederum viele erbliche Häuptlinge Hutu waren, zu begründen. Die meisten von den Mwamis ernannten Häuptlinge waren Tutsi. Eine Umverteilung von Land geschah zwischen 1860 und 1895 auf Erlass von Mwami Rwabugiri und führte zu einem aufgezwungenen System der Schirmherrschaft, bei dem die Hutu den Tutsi-Häuptlingen Arbeitsdienste leisten mussten. Dieses System brachte den Hutu erstmals den Status von Leibeigenen ein, mit den Tutsi-Häuptlingen als ihre feudalen Grundherren.
Unter Mwami Rwabugiri wurde Ruanda ein expansionistischer Staat. Alle neu eroberten Völker wurden von nun an offiziell als „Hutu“ klassifiziert, der modernisierte Staat machte sich nicht die Mühe, die ethnischen Identitäten der Volksgruppen anzuerkennen. Der Titel „Hutu“ wurde zum Inbegriff einer trans-ethnischen Identität verbunden mit einer Unterwerfung. Die Hutu waren sozial und politisch entrechtet, was zur Verfestigung der Idee beitrug, dass die Bezeichnungen  „Hutu“ und „Tutsi“ sozioökonomischer Natur waren, nicht ethnischer. In der Tat konnte man Kwihutura oder das „Hututum loswerden“, indem man innerhalb der sozialen Hierarchie aufstieg und Reichtum anhäufte.
Im Jahre 1961 fand ein Volksentscheid über die Monarchie statt, bei der die Wähler mit großer Mehrheit gegen den amtierenden König Kigeri V. stimmten und sich für die Umwandlung Ruandas in eine Republik entschieden. Für die Kommunalwahlen von 1960 erhielten Frauen das aktive Wahlrecht. Im Legislative Decree of Rwanda - Urundi (L.D.R.U.) N° 02/269, erlassen am 17. August 1961 von der belgischen Verwaltung des UN-Mandatsgebiets, wurde Frauen das allgemeine Wahlrecht auf nationaler Ebene zugestanden und in den Wahlen zur Gesetzgebenden Versammlung vom 25. September 1961 erstmals ausgeübt. Das allgemeine Wahlrecht für alle Erwachsenen wurde bei der Unabhängigkeit 1962 bestätigt. 1961 erhielten Frauen das Recht, in alle Ämter mit Ausnahme des Präsidentenamtes gewählt zu werden. Das passive Wahlrecht für dieses Amt wurde ihnen erst 1978 in der neuen Verfassung zugestanden.